# Feel Good Lost
Albums de Broken Social Scene
You Forgot it in People
(2002)
Feel Good Lost est le premier album du groupe Broken Social Scene, sorti en 2001. C'est un album principalement instrumental (avec toutefois des chants de la part de Kevin Drew et de Leslie Feist)[réf. nécessaire], à la limite de l'ambient et du post-rock.
L'accueil critique a été positif, notamment de la part de Pitchfork, avec une note de 7,5/10.

## Liste des titres
Toutes les chansons sont signées Kevin Drew et Brendan Canning.
1. I Slept With Bonhomme at the CBC – 5:26
2. Guilty Cubicles – 3:03
3. Love and Mathematics – 5:44
4. Passport Radio – 5:45
5. Alive in 85 – 5:14
6. Prison Province – 1:42
7. Blues for Uncle Gibb – 6:59
8. Stomach Song – 4:29
9. Mossbraker – 5:33
10. Feel Good Lost – 1:51
11. Last Place – 8:26
12. Cranley's Gonna Make It – 5:26